# Trompa (instrument)
La trompa és un instrument aeròfon, de vent-metall, consistent en un tub obert, llarg i cònic, enrotllat circularment diverses vegades, o també plegat sobre si mateix. L'instrument es desenvolupà inicialment a França a mitjan segle xvii, a partir del cor de chasse o trompa de caça.

## Història
El seu nom, trompa, deriva del terme grec strombós (caragol de mar). El terme alternatiu, corn, emprat a Itàlia (corno), a França (cor) i a Anglaterra (horn), prové del llatí i significa banya. La doble etimologia permet tenir una idea de l'origen de l'instrument i dels que són similars a ell. I al contrari del que sembla, trompa i trompeta no són dues formes d'un mateix instrument (grossa/petita), sinó dos aeròfons que tenen similituds en el sistema de producció del so i el mecanisme per a modular-lo, però es distingeixen en les perforacions al tub acústic, que els dona un timbre característic i diferenciat a cadascú.
Ja apareixen les primeres trompes cap al 1637 al llibre de Mersenne Harmonie universelle. Però abans ja n'apareixien exemples en Jacques Fouilloux, qui la il·lustra a La vénerie (1651), o Praetorius al Theatrum instrumentorum (1620).
La trompa va sorgir d'una llarga tradició d'instruments de crida que es remunten fins i tot més enllà de les civilitzacions de Grècia i Roma. La utilització musical de l'instrument no va començar, això no obstant, fins a final del segle xvii, després que s'associara a la vida cortesana i a les caceres reals a cavall. Les crides i fanfàrries de la trompa van esdevenir cada vegada més musicals en les luxoses caceres de les corts franceses i el comte Franz Anton Sporck (1662-1738) les va trasplantar a les corts bohèmies (austríaques) cap a 1681. Allí, a causa de la riquesa de Sporck i al seu amor per la caça i per la música, la Waldhorn o trompa del bosc es va utilitzar cada vegada més en vetllades musicals en recintes tancats.
De l'evolució d'aquests instruments van sorgir les primeres trompes, que només podien tocar les notes de la sèrie harmònica, raó per la qual existien diversos instruments en diferents tonalitats. Els constructors d'instruments de Viena, especialment els germans Leichamschneider, van començar a fabricar trompes en Fa i cantarelles per a altres tonalitats en la primera dècada del segle xviii. Abans de mitjan segle, les trompes alemanyes i austríaques es van equiparar sovint amb un cantarella mestra afusada i quatre o més cantarelles cilíndriques o acobladors col·locats entre la cantarella mestra i la trompa, ja fos separadament o conjunta, per proporcionar les tonalitats que es necessitaven amb més freqüència. Durant aquest període, els trompistes bohemis i austríacs -especialment a Viena, Praga i Dresden- van establir la tessitura i les possibilitats tècniques de la trompa dins de límits molt pròxims als que es coneixen avui en dia. La tècnica de les notes tapades amb la mà (tancant parcialment o completa el pavelló amb la mà dreta) es va desenvolupar com una tècnica per a afinar i per a aconseguir notes que no eren obtenibles en la sèrie natural. Anton Joseph Hampel de Dresden va ser probablement un dels primers a donar notícia públicament d'esta tècnica cap a 1760. A Hampel també se li atribuïx la invenció de les cantarelles centrals, unides per mitjà d'una bomba, la qual cosa permet una posició de l'embocadura permanent i més adequada per a les notes tapades amb la mà. Johann Werner de Dresden va ser el primer que va construir instruments amb este sistema de cantarelles per a Hampel. La utilització d'este tipus d'instrument, denominat la Inventionshorn, es va estendre ràpidament per tot el continent.

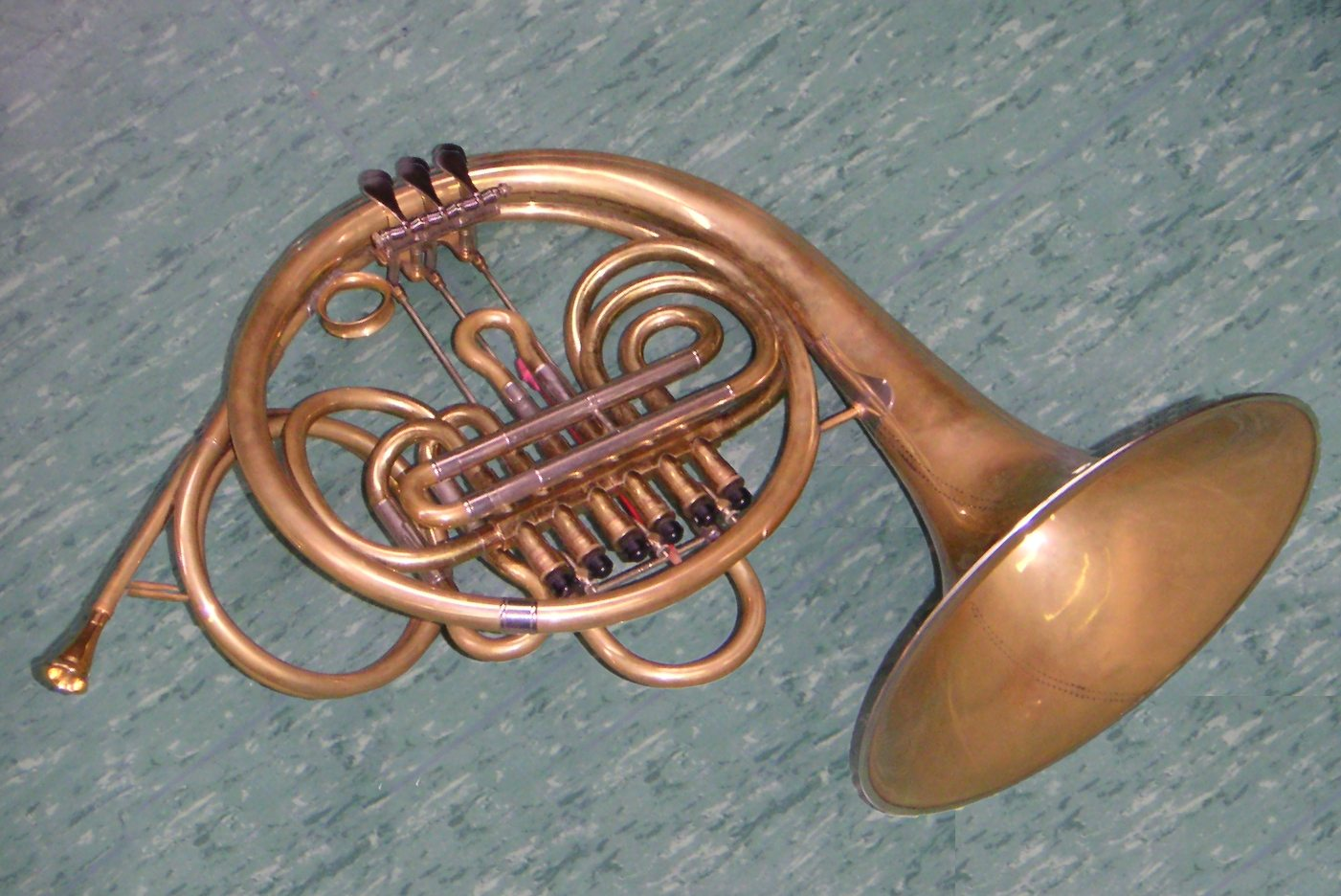
Trompa vienesa

Abans de 1800 van aparèixer altres dos tipus de trompa de mà amb cantarelles. A Àustria, Alemanya i França es van construir trompes per al seu ús dins de l'orquestra. Comptaven amb cantarelles terminals independents per a l'espectre complet de tonalitats de la trompa (Sib contralt, La, Sol, Fa, Mon, Mib,Re, Do) i un acoblador per al Sib davall. Les cantarelles terminals s'afusaven a partir de l'embocadura i evitaven les quantitats addicionals de tubs cilíndrics necessaris quan s'incorporaven acobladors entre un cantarella terminal o mestre i la resta de la trompa, o quan s'afegien les cantarelles centrals de la Inventionshorn. Es va conservar una bomba central per a facilitar l'afinació. En 1780, Joseph Raoux i el seu fill Lucien-Joseph, ambdós de París, van traure a la llum el seu cor-solo a partir de les idees de Carl Thürrschmidt. Es van aconseguir corbes menys abruptes i una major força en les cantarelles centrals de la Inventionshorn al creuar els ramals just abans de la corredissa. Estes trompes, construïdes per al solista, comptaven únicament amb cinc cantarelles: Sol, Fa, Mon, Mib i Re.
La trompa és un instrument de metall circular d'uns 35 cm de diàmetre amb l'embocadura i les palanques en la part superior i un extrem molt acampanat o pavelló en la part inferior. La part central l'ocupen tres o quatre vàlvules generalment giratòries, que es manegen amb la mà esquerra, i cantarelles addicionals. L'instrument sol construir-se amb llautó i de vegades es plateja o es niquela. També hi ha trompes fetes de plata alemanya, coure i, més rarament, plata. La trompa és un instrument solista prominent en les orquestres simfòniques europees i americanes, cada una de les quals compta amb una secció de trompes amb quatre o més intèrprets. També s'utilitza en bandes i en conjunts de música de cambra com els quintets de vent i de metall.
La trompa més comuna és un instrument doble en fa/sib que incorpora una trompa en fa d'una longitud aproximada de 3,65 m. Amb una trompa contralt en sib d'uns 2,75 m. L'instrument més llarg o més curt se selecciona per mitjà d'una vàlvula que es maneja el polze de la mà esquerra. Tres vàlvules dobles en la mà esquerra aporten a ambdós trompes les habituals longituds de tub addicional. També es troben trompes simples en Fa. El que es troba amb menys freqüència en l'estranger encara que sí a Espanya són els instruments contralt en sib. I més rar és ja en tot el món trobar trompes dobles contralt en Fa/Fa, o soprano en sib/sib, així com trompes triples contralt en Fa/sib/Fa.
La trompa en Fa/sib és l'única supervivent d'un tipus prestigiós d'instruments de metall llargs concebuts per a tocar normalment en la tercera octava o en notes més agudes de la sèrie harmònica. Les seues longituds de tub i els seus fonamentals (tons més greus) són les mateixes que les de la tuba en Fa (trompa en Fa) i el trombó en sib (trompa en sib). Però a causa del seu trepant més reduït i a la seua embocadura molt més xicoteta es toca en els registres de tenor i contralt.
Encara que xicoteta, l'embocadura de la trompa és llarga i en forma de con. El tub principal de l'instrument és també cònic en la major extensió possible. El so de l'instrument és llis, líric i suau en la seua tessitura escrita més característica de fa2 a fa4 (que sona una quinta més greu, sib1 a sib3), més intens però gradualment més fi en les notes més agudes d'una dificultat cada vegada major fins a i per damunt del do5 (escrit), i cada vegada més gutural en les notes extraordinàriament greus fins al do2 i per davall d'ell. En resum, el registre d'una trompa doble Fa/sib s'estén en sons ficticis escrits des del do de la 2a línia addicional inferior de la clau de Fa en 4a fins més enllà d'un do de la 2a línia addicional superior de la clau de Sol en 2a.
La trompa s'agafa amb la mà dreta en el pavelló. Tancant parcialment l'entrada del pavelló es baixa l'afinació; si s'obri per complet es puja, la qual cosa atorga a l'intèrpret un cert control sobre les notes que puguen estar desafinades. Si es tanca per complet l'obertura amb la mà es produïx un so asordinat o apagat (al., gestopft; Gr., sons bouchés; Ing., stopped; It. chiuso), és a dir, les crides notes tapades, que s'especifiquen a vegades en la notació musical per mitjà del signe + i que requerixen una modificació de la digitació. També es pot obtindre per mitjà d'este mètode un so de timbre metàl·lic requerit per certs autors. L'efecte pot aconseguir-se també amb una sordina que depenent de quin tipus siga, pot o no requerir una alteració de la digitació.

## Repertori
De l'inici de l'ús de les trompes en les cacera, com a tocs d'avís, no va ser fins al segle xvii que es van començar a sentir un altre ús de la trompa tant en les caceres reials com en l'àmbit cortesà. Els tocs de trompa a les caceres i fanfàrries van començar a ser més musicals, i va ser Franz Anton Sporck qui, interessat pel seu so, se les endugué a Bohèmia cap a l'any 1681. Allà es va crear una escola de waldhorn (trompa de bosc), i es començaren a copiar els instruments pels artesans de Nuremberg i altres constructors alemanys. Encara se'n conserva un al Pfälzisches Gewerbe-Museu de Kaiserslauten, fet per Ehe el 1689. Reinhard Keiser va incloure duies trompes de caça a l'orquestració de l'òpera Octàvia (Hamburg, 1705), i Händel els incorporà a la Música Aquàtica (1717). A França, aquest nou corn alemany va arribar cap el 1748. El concert Spirituel de París ja tenia dos trompistes en nòmina el 1751.
Bach, Händel, Haydn, Mozart, Beethoven, Mendelssohn i els seus contemporanis escrivien músiques per a trompes naturals amb cosses de recanvi. La trompa no va ser un instrument cromàtic fins al 1815, amb la invenció de les vàlvules per als instruments de vent-metall. La primera vegada que es va emprar una trompa d'orquestra amb vàlvules va ser a París, l'any 1825, amb l'obra La juive, de F. Halévy, en què instrumentava per a dues trompes naturals i dues de vàlvules. Richard Wagner va utilitzar aquesta mateixa combinació en les seves primeres obres. Un dels primers compositors en escriure per a trompa sola va ser Robert Schumann, que l'any 1849 compongué l'Adagio i Allegro per a trompa en fa i piano i els Conzertstück (Peça de concert) per a quatre trompes i orquestra.

## Trompistes notables
- Alan Civil[15][cal citació]
- Raúl Díaz
- Stefan Dohr
- Gerd Seifert
- Radovan Vlatkovic
- Will Sanders

## Instruments relacionats
- Corn marí